# استیار
استیار یکی از روستاهای استان آذربایجان شرقی است که در دهستان میدان‌چای بخش مرکزی شهرستان تبریز واقع شده‌است.

## جمعیت
برپایهٔ سرشماری عمومی نفوس و مسکن سال ۱۳۸۵ خورشیدی، جمعیت این روستا در این سال بالغ بر ۵۰۸ نفر بوده که از این تعداد، ۲۶۰ نفر مرد و ۲۴۸ نفر زن بوده‌اند؛ براساس همین آمار، شمار خانوارهای ساکن در استیار در این سال بالغ بر ۸۹ خانوار بوده‌است.